# Toinenjärvi
Toinenjärvi är en sjö i Pajala kommun i Norrbotten och ingår i Kalixälvens huvudavrinningsområde. Sjön har en area på 0,0406 kvadratkilometer och ligger 194,5 meter över havet. Toinenjärvi ligger i Torne och Kalix älvsystem Natura 2000-område.

## Delavrinningsområde
Toinenjärvi ingår i det delavrinningsområde (743007-178405) som SMHI kallar för Mynnar i Kvarnån. Medelhöjden är 229 meter över havet och ytan är 32,1 kvadratkilometer. Det finns inga avrinningsområden uppströms utan avrinningsområdet är högsta punkten. Palovaaranoja som avvattnar avrinningsområdet har biflödesordning 4, vilket innebär att vattnet flödar genom totalt 4 vattendrag innan det når havet efter 142 kilometer. Avrinningsområdet består mestadels av skog (69 procent) och sankmarker (29 procent). Avrinningsområdet har 0,04 kvadratkilometer vattenytor vilket ger det en sjöprocent på 0,1 procent.